# Albă ca Zăpada și cei șapte pitici (film din 1955)
Albă ca Zăpada și cei șapte pitici (în germană Schneewittchen und die 7 Zwerge) este un film german din 1955 regizat de Erich Kobler bazat pe povestea omonimă din 1812 de Frații Grimm.

## Distribuție
- Elke Arendt: Albă ca Zăpada
- Addi Adametz: Regina cea Rea
- Niels Clausnitzer: Prințul Edelmut
- Dietrich Thoms: vânător
- Renate Eichholz: Mamă
- Zita Hitz: Camerista
- Erwin Platzer: Micul maur